# Sperfort
Een sperfort is een bijzonder soort fort. Het bestaat uit een geïsoleerd gelegen zelfstandig staand bouwwerk of een via tunnels onderling verbonden complex van bunkers of kazematten voor de beheersing van een belangrijke doorgang naar of toegang tot een gebied.
Een bekend voorbeeld is het Fort Eben-Emael, in de Belgische plaats Eben-Emael.